# Vidékfejlesztési Minisztérium
A Vidékfejlesztési Minisztérium (rövidítése: VM) Magyarország egyik minisztériuma volt. Vezetője a vidékfejlesztési miniszter volt.  2019-ben szűnt meg, jogutódja az Agrárminisztérium lett. Több nagy szakterületet egyesített magában: nemcsak vidékfejlesztéssel, hanem az élelmiszerlánc-felügyelettel, a környezetvédelemmel, agrárgazdasággal kapcsolatos kormányzati intézkedések is a feladatkörébe tartoztak. 

## Története
2010-ben jött létre, jogelődje a Környezetvédelmi és Vízügyi Minisztérium volt. A Környezetvédelmi és Vízügyi Minisztérium, illetve a környezetvédelmi és vízügyi miniszterhez korábban rendelt feladatokat látta el.
2019-ben szűnt meg. jogutódja az Agrárminisztérium lett.

## Szervezete
A miniszteri posztot Fazekas Sándor töltötte be.
Az egyes szakterületek élén államtitkárok álltak:
- az agrárgazdasággal kapcsolatos ügyeket Czerván György koordinálta,
- a környezetügyekért Dr. Illés Zoltán,
- az élelmiszerlánc- felügyeletért és agrárigazgatásért dr. Kardeván Endre,
- a vidékfejlesztésért V. Németh Zsolt államtitikár felelt.

A minisztérium parlamenti államtitkára dr. Budai Gyula volt, míg a hivatali működésért Poprády Géza közigazgatási államtitkár volt felelős.